# جمشيد مشايخي
جمشيد مشايخي (بالفارسية: جمشید مشایخی) هو ممثل إيراني، ولد في 26 نوفمبر 1934 في إيران.

## أعمال

### أفلام
- (1969) البقرة

## وصلات خارجية
- جمشيد مشايخي على موقع IMDb (الإنجليزية)
- جمشيد مشايخي على موقع ألو سيني (الفرنسية)
- جمشيد مشايخي على موقع أول موفي (الإنجليزية)
- جمشيد مشايخي على موقع قاعدة بيانات الأفلام السويدية (السويدية)
- جمشيد مشايخي على موقع قاعدة بيانات الفيلم (الإنجليزية)
- جمشيد مشايخي على موقع كينوبويسك (الروسية)